# Hulemanden Sten
Hulemanden Sten er en engelsk familiefilm instrueret af Nick Park fra 2018

## Medvirkende
- Christian Fuhlendorff som Sten - (stemme)
- Mille Hoffmeyer Lehfeldt som Gurli - (stemme)
- Caspar Phillipson som Lord Snøp - (stemme)
- Torbjørn Hummel som Ragnar - (stemme)
- Jonas Schmidt som Asso - (stemme)
- Jens Jacob Tychsen som Preben / Budbringerfugl - (stemme)
- Jens Andersen som Ømark - (stemme)
- Torben Sekov som Thongo - (stemme)
- Mette Marckmann som Magma - (stemme)
- Lars Holmen som Dufte - (stemme)
- Anna Christiansen som Grusse - (stemme)
- Andreas Hviid som Sulte - (stemme)
- Anne Marie Helger som Dronning Ofeefa - (stemme)
- Kristian Boland som Dino - (stemme)
- Henrik Liniger som Bryan - (stemme)
- Andreas Kraul som Brian - (stemme)

## Eksterne Henvisninger
- Hulemanden Sten på Internet Movie Database (engelsk)
- Hulemanden Sten på Filmdatabasen
- Hulemanden Sten på Scope
- Hulemanden Sten på AlloCiné (fransk)
- Hulemanden Sten på MovieMeter (nederlandsk)
- Hulemanden Sten på AllMovie (engelsk)
- Hulemanden Sten hos Behind The Voice Actors (engelsk)
- Hulemanden Sten på Turner Classic Movies (engelsk)
- Hulemanden Sten på The Movie Database (engelsk)
- Hulemanden Sten på Rotten Tomatoes (engelsk)